# (12056) Yoshigeru
(12056) Yoshigeru est un astéroïde de la ceinture principale.

## Description
(12056) Yoshigeru est un astéroïde de la ceinture principale. Il fut découvert le 30 décembre 1997 à Ōizumi par Takao Kobayashi. Il présente une orbite caractérisée par un demi-grand axe de 2,28 UA, une excentricité de 0,16 et une inclinaison de 6,3° par rapport à l'écliptique.

## Compléments